# Copuces
Los Copuces fueron una tribu guamare: 52  que habitaba en una región cercana a San Felipe, Guanajuato, originada en 1560 a causa de una dislocación de los guamares de San Felipe, fue gobernada por Copuz "Viejo", su líder militar se llamaba Carangano.
Esta tribu hacia 1573 se dividió en tres fragmentos a causa de que la tribu original de Copuz se unió a los conquistadores españoles, una fue gobernada por Alonso, el cual se sometió a los españoles en el Mezquital y otra fue comandada por Pedro, el cual tuvo un destino incierto.: 245 